# ATP Challenger Le Touquet
Das ATP Challenger Le Touquet-Paris-Plage (offiziell: Le Touquet Challenger) war ein Tennisturnier, das von 1979 bis 1983 jährlich in Le Touquet-Paris-Plage, der Region Hauts-de-France, stattfand. Es gehörte zur ATP Challenger Tour und wurde im Freien auf Sand gespielt. Jairo Velasco Sr. und Stefan Simonsson konnte beide jeweils einen Titel in Einzel und Doppel gewinnen.

## Liste der Sieger

### Einzel
| Jahr | Sieger            | Finalgegner      | Ergebnis                |
| ---- | ----------------- | ---------------- | ----------------------- |
| 1983 | Pablo Arraya      | Roberto Argüello | 6:2, 6:3                |
| 1982 | Jeff Simpson      | Roland Stadler   | 6:7, 6:2, 6:1           |
| 1981 | Stefan Simonsson  | Georges Goven    | 6:2, 6:1, 7:5           |
| 1980 | Christophe Casa   | Jérôme Vanier    | 6:4, 5:7, 6:4, 4:6, 6:2 |
| 1979 | Jairo Velasco Sr. | Fernando Luna    | 4:6, 6:3, 6:3, 6:1      |

### Doppel
| Jahr | Sieger                             | Finalgegner                         | Ergebnis      |
| ---- | ---------------------------------- | ----------------------------------- | ------------- |
| 1983 | Carlos Gattiker Alejandro Gattiker | Tarik Benhabiles Jean-Louis Haillet | 7:6, 6:2      |
| 1982 | John Feaver Jan Gunnarsson         | David Graham Laurie Warder          | 6:2, 5:7, 6:1 |
| 1981 | Anders Järryd Stefan Simonsson     | Miloslav Lacek Libor Pimek          | 7:5, 7:5      |
| 1980 | Dave Siegler Robbie Venter         | Hans Simonsson Tenny Svensson       | 7:6, 4:6, 6:3 |
| 1979 | Antonio Muñoz Jairo Velasco Sr.    | Éric Deblicker Georges Goven        | 6:0, 3:6, 6:3 |